# Louis Gros (homme politique, 1902-1984)
Pour les articles homonymes, voir Louis Gros et Gros.
Louis Gros est un avocat et homme politique français, né le 18 mai 1902 à Marseille (Bouches-du-Rhône) et mort le 8 octobre 1984 à Issy-les-Moulineaux.
Sénateur des Français de l’étranger de 1948 à 1959 puis représentant les Français établis hors de France de 1959 à 1977, président de la commission culturelle de 1959 à 1974, vice-président du Sénat de 1974 à 1977, il est membre du Conseil constitutionnel de mars 1977 jusqu'à sa mort.

## Jeunesse et études
Comme son père, Louis Gros souhaite devenir avocat. Après l'obtention de son baccalauréat  au lycée Lyautey de Casablanca, il obtient sa licence en droit à Aix-en-Provence, puis, en 1926, il s'inscrit au barreau de Casablanca, où il restera enregistré jusqu'en 1961.

## Carrière politique
Louis Gros s'implique dans la vie publique locale, en dirigeant à partir de 1933 le journal l'Ordre Marocain ; il siège également, la même année, à la commission municipale de Casablanca.
C'est après-guerre qu'il s'engage totalement dans l'arène politique : il est candidat, en deuxième position, sur la Liste d'union antimarxiste et du Parti républicain de la liberté, présentée au Maroc lors des élections du 2 juin 1946 à la deuxième Assemblée nationale constituante.
Cette liste remporte alors l'un des trois sièges à pourvoir.
Puis il est candidat, le 19 novembre 1948, à l'un des trois sièges prévus pour représenter les Français du Maroc au Conseil de la République ; il est alors élu, par l'Assemblée nationale, avec 272 voix sur 326 suffrages exprimés.
De 1948 à 1959, il est conseiller de la République puis sénateur représentant les Français du Maroc. Dans cette assemblée, il rejoint le groupe du Parti républicain de la liberté (PRL), et siège à la commission du suffrage universel. 
Il est nommé secrétaire du Conseil de la République les 8 janvier 1952, 5 juin 1952, 12 janvier 1954, 11 janvier 1955, 7 juillet 1955 et 6 octobre 1955,,,,,.
Lors du renouvellement partiel du Conseil, le 28 juin 1955, il est facilement réélu, avec 234 voix sur 311 suffrages exprimés.
Les 2 et 3 juin 1958, il vote pour les pleins pouvoirs et la révision constitutionnelle.
De 1959 à 1977 sous la Ve République, Sénateur représentant les Français établis hors de France
Sous la Ve République, les sénateurs représentant les Français établis hors de France sont élus par le Conseil supérieur des Français de l'étranger, le vote ayant lieu par secteur géographique. Lors des premières élections de la Ve République en 1959, la section Afrique, où trois sièges sont à pourvoir, choisit Louis Gros et le général Béthouart au troisième tour, puis Maurice Carrier lors du scrutin suivant. La liste des élus des Français établis hors de France est alors transmise à la haute assemblée où, aucune opposition n'ayant été faite, Louis Gros est proclamé sénateur le 5 mai 1959.
Il s'inscrit au groupe des républicains indépendants (RI), où il siège jusqu'en 1977, et rejoint la commission des affaires culturelles du Sénat. Il est élu à la présidence de cette commission dès le 6 mai 1959, et conserve cette fonction pendant quinze ans. Il s'impose en particulier comme un des meilleurs spécialistes du système éducatif français, dans une période où l'Etat doit assurer la scolarisation des générations issues du baby-boom.
Il dirige les travaux de la commission d'enquête sénatoriale sur l'orientation et la sélection dans les Universités entre avril et juin 1966 : le rapport qui en résume les conclusions est vite désigné sous le nom de « rapport Gros ». Ce document souligne la nécessité de procéder à une vaste réforme des Universités, sous peine de ne pouvoir faire face à l'afflux d'étudiants aux exigences nouvelles. Au lendemain de la crise de mai 1968, Louis Gros affirme à plusieurs reprises sa conviction qu'une réforme globale de l’Éducation nationale est nécessaire, notamment pour repenser l'orientation ou la place de la culture humaniste dans l'enseignement. Favorable à une évolution des méthodes pédagogiques, le président de la commission des affaires culturelles redoute toutefois que l'accent mis par certains enseignants sur « la créativité aux dépens de l'accoutumance aux règles » conduise à former « des générations inadaptées à la société, inaptes à l'effort collectif et portées essentiellement sur la contestation » (question orale avec débat déposée le 6 octobre 1971).
Il fait également entendre sa voix lors des débats consacrés aux problèmes de l'information, les 29 juin 1972 et 11 décembre 1973, et reste soucieux de défendre les droits à indemnisation des rapatriés (séances publiques des 24 juin 1970 ou 5 décembre 1973). Louis Gros s'oppose à la légalisation de la contraception médicamenteuse (6 décembre 1967) mais s'exprime en faveur de la création des régions (29 juin 1972), comme de l'abaissement de l'âge de la majorité à 18 ans (28 juin 1974). Vice-président du Conseil supérieur des Français de l'étranger de 1971 à 1973, il est réélu sénateur des Français établis hors de France le 2 octobre 1974.
A l'automne 1974, Louis Gros abandonne la présidence de la commission des affaires culturelles pour devenir vice-président du Sénat. Il siège alors à la commission des affaires sociales.
Le 28 février 1977, le président du Sénat Alain Poher désigne Louis Gros pour siéger au Conseil constitutionnel. En application de l'article 57 de la Constitution, le mandat sénatorial de Louis Gros prend fin le 4 mars 1977. Louis Gros intervient dans les médias au début de la présidence de François Mitterrand pour défendre l'institution à laquelle il appartient face aux procès en « partialité » que lui intente la nouvelle majorité.
Louis Gros meurt à Paris à l'âge de 82 ans. Le Figaro rend alors hommage à cet « homme de dialogue » qui, dans ses fonctions de vice-président du Sénat, s'était « distingué par sa maîtrise des débats et sa parfaite connaissance des textes réglementaires ».

## Mandats exercés
- Sénateur des Français du Maroc (élu par l'Assemblée nationale) de 1948 à 1958
- Sénateur représentant les Français établis hors de France (1959-1977)
- Membre du Conseil constitutionnel de 1977 à 1984

## Décorations et distinctions
- Chevalier de la légion d'honneur
- Commandeur du Ouissam alaouite
- Commandeur de l'ordre national du Lion du Sénégal